# مسلم جادجيماغوميدوف
مسلم جادجيماغوميدوف (مواليد 14 يناير 1997) هو ملاكم روسي، فاز بالميدالية الفضية في أولمبياد 2020.